# رابرت مک‌گینیس

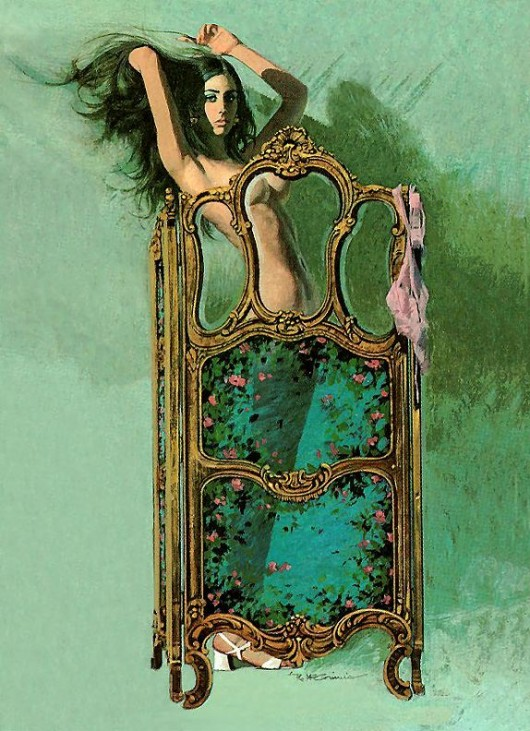
طرح جلد یکی از رمان‌های کارتر براون، اثرِ رابرت مک‌گینیس در سال ۱۹۶۳

رابرت مک‌گینیس (انگلیسی: Robert McGinnis؛ زادهٔ ۳ فوریهٔ ۱۹۲۶) نقاش، طراح پوستر فیلم و جلد کتاب و تصویرساز اهل ایالات متحده آمریکا است.
وی طراح پوستر فیلم‌هایی چون صبحانه در تیفانی، باربارلا، شیاطین بال‌دار و چندین فیلم جیمز باند بوده است.